# Cam Clarke
Cameron Arthur Clarke (sinh ngày 6 tháng 11 năm 1957) là một diễn viên lồng tiếng và ca sĩ người Mỹ, được biết đến với công việc lồng tiếng trong hoạt hình, trò chơi điện tử và quảng cáo.  Trong số các vai diễn đáng chú ý của ông có Leonardo và Rocksteady trong loạt phim hoạt hình Teenage Mutant Ninja Turtles năm 1987, Shotaro Kaneda trong bản lồng tiếng Anh gốc của Streamline Pictures năm 1989 về Akira, và Liquid Snake trong loạt phim Metal Gear. Ông thường đóng vai trò là người lồng tiếng cho Matthew Broderick. Ông hiện đang lồng tiếng cho Fancy-Fancy và Hokey Wolf.